# 364630 Shizuoka
364630 Shizuoka este o planetă minoră (asteroid) din centura de asteroizi. A fost descoperită pe 13 octombrie 2007 la Charleston⁠(d) de Astronomical Research Observatory, Charleston⁠(d). 
Obiectul prezintă o orbită caracterizată de o semiaxă mare de 2,2412673167582 UAi, o excentricitate de 0,14378604494861, o înclinație de 7,8131360396474 ° în raport cu ecliptica.